# Thomas Salamon
Thomas Andreas Salamon (* 18. Jänner 1989 in Mattersburg) ist ein österreichischer Fußballspieler.

## Karriere

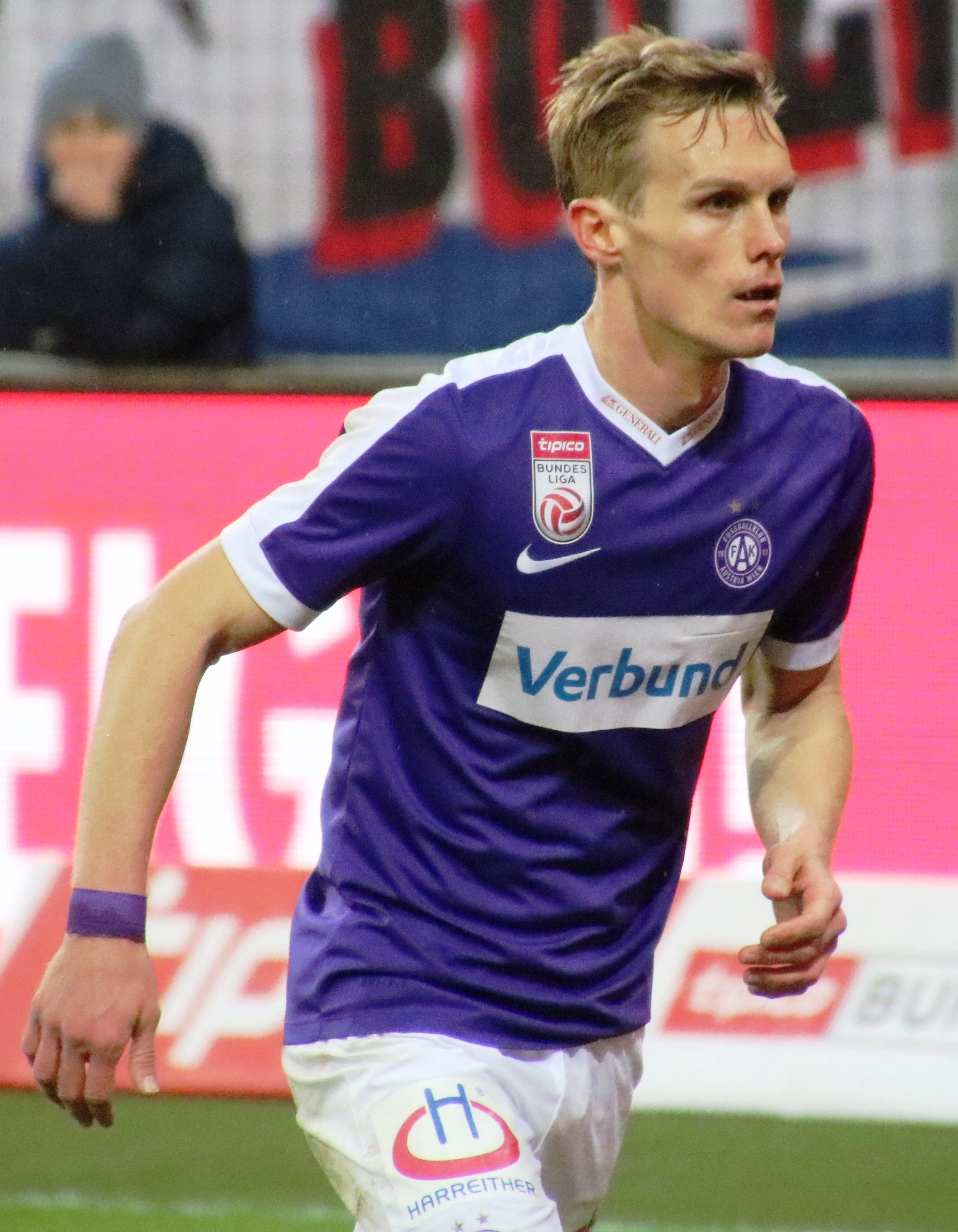
Thomas Salamon
im Trikot der Austria (2017)

### Verein
Salamon begann seine Karriere beim FK Austria Wien. Er war an der Frank-Stronach-Akademie in Hollabrunn und machte dort den Abschluss. 2007 kam er in die Amateurmannschaft der „Veilchen“, wie manche Anhänger ihren Fußballclub Austria Wien auch nennen, wo er in der Saison 2006/07 sein Debüt gab. In der Saison 2007/08 war er Stammspieler der Amateure. Nachdem die erste Mannschaft der Austria einen Ersatztorwart für Szabolcs Sáfár suchte, wurde Robert Almer, damals Ersatztorhüter der Mattersburger, mit Salamon getauscht. In der Saison 2008/09 kam Salamon zu seinem ersten Bundesligaeinsatz, als er am 9. Juli 2008 am ersten Spieltag gegen den FC Red Bull Salzburg in der Pause für Thomas Wagner eingewechselt wurde. Die Burgenländer verloren das Spiel 0:6. Im Sommer 2011 wurde Salamon an Erstligisten SV Grödig verliehen.
In der Winterpause 2013/14 wechselte er wieder zur Austria zurück. Nach der Saison 2018/19 verließ er die Austria und wechselte zum Zweitligisten SV Horn. Nach 13 Zweitligaeinsätzen für die Niederösterreicher wechselte er im Jänner 2020 nach Litauen zu Sūduva Marijampolė, wo er einen bis Dezember 2021 laufenden Vertrag erhielt. Im Juni 2021 löste er seinen Vertrag bei Sūduva nach 18 Einsätzen in der A lyga auf. Daraufhin kehrte er zur Saison 2021/22 nach Österreich zurück und schloss sich dem Zweitligisten SKN St. Pölten an, bei dem er einen bis Juni 2022 laufenden Vertrag erhielt. Für den SKN kam er in drei Saisonen zu 54 Zweitligaeinsätzen.
Zur Saison 2024/25 kehrte er zu den drittklassigen Amateuren von Austria Wien zurück. Für die Young Violets absolvierte er 24 Regionalligapartien, mit dem Team stieg er zu Saisonende in die 2. Liga auf.

### Nationalmannschaft
Salamon bestritt drei Spiele für die U-19-Nationalmannschaft.